# Битва під Гамельсдорфом
Битва під Гаммельсдорфом (нім. Schlacht von Gammelsdorf) — битва, що відбулась 9 листопада 1313 року поблизу містечка Гаммельсдорф (Баварія) між герцогами Баварії та Австрії. Баварців очолював Людвіг IV, на чолі ж австрійців перебував Фрідріх I, двоюрідний брат Луїса. Баварці здобули перемогу, змусивши Фрідріха відмовитись від своїх претензій на престол герцогства Нижня Баварія.